# Offingen
Offingen is een plaats in de Duitse deelstaat Beieren en maakt deel uit van het Landkreis Günzburg.
Offingen telt 4.295 inwoners.